# Hyperchirioides rhodesiensis
Hyperchirioides rhodesiensis är en fjärilsart som beskrevs av Antonius Johannes Theodorus Janse 1918. Hyperchirioides rhodesiensis ingår i släktet Hyperchirioides och familjen påfågelsspinnare. Inga underarter finns listade i Catalogue of Life.